# Боголюдина
Боголюдина — у релігійних віровченнях Бог, який втілився в людині.
Уявлення про боголюдину притаманні багатьом релігіям стародавності і мають вираз в міфах про померлих і богів, які воскресли. Сама людина за монотеїстичними релігіями є символом Бога, бо створена за його образом та подобою.
Символізм людини відносно Бога найяскравіше втілено в християнстві, у якому Ісус Христос, який є одночасно Богом-Сином і смертною людиною. Догмат про боголюдину зафіксований у символі віри, покликаний підтвердити богословське твердження про божественне походження християнства, про його абсолютну істинність як божого одкровення, даного людям самим богом в образі людини, якій притаманні Божі риси. Догмат проголошений на Халкедонському соборі у 451 році, стверджує, що у Христа дві природи — божественна та людська, що у Христі Бог став людиною.
Через існування поняття боговтілення та догмату про дві природи Ісуса Христа канони християнства дозволяють символічне зображення Бога. Зокрема в іконописі Бог символічно передається через зображення людини. Саме це дало не заперечувати існування живопису, скульптури у народів, що сповідували християнство.
Відсутність в юдаїзмі та ісламі уявлень про Боголюдину не дає змоги символічно зображати Бога через образ людини. І як внаслідок цього відсутній у культурі юдаїзму та ісламу розвиток таких жанрів образотворчого мистецтва, як живопис та скульптура. У цих культурах не допускається зображення конкретних людей, тим більше зображення Бога. Мистецтво в ісламі розвивається в архітектурі, каліграфії, декоративно-прикладному мистецтві, мініатюрі.

## В індуїзмі
Термін «боголюдина» в Індії використовується для позначення типу харизматичного гуру, якого його послідовники культу часто підносять до фігури, схожої на напівбога. Вони, як правило здатні привернути увагу до себе та мають підтримку широких верств суспільства. Вони іноді стверджують, що «боголюдина» володіє паранормальними здібностями, такими як здатність зцілювати, здатність бачити майбутні події або впливати на них, а також здатність читати думки.